# Rainier al III-lea de Monaco
Rainier al III-lea, (Rainier Louis Henri Maxence Bertrand Grimaldi; n. 31 mai 1923 – d. 6 aprilie 2005) a fost Prințul ereditar al Principatului Monaco timp de aproape 56 de ani.  A fost unicul fiu al Prințesei Charlotte Louise Juliette. 

## Biografie
Rainier s-a născut la Monaco ca singurul fiu al Prințului Pierre de Monaco, Duce de Valentinois și a Prințesei Ereditare Charlotte, Ducesă de Valentinois. Născută în Algeria, mama lui a fost singurul copil al Prințului Louis al II-lea și a Marie Juliette Louvet; mai târziu ea a fost legitimată, adoptată și numită moștenitoare a tronului. Tatăl lui a fost un nobil jumătate francez jumătate mexican care a adoptat numele soției sale, Grimaldi, după căsătorie și a fost numit prinț de socrul său.
Rainier a avut o soră, Prințesa Antoinette, o figură nepopulară, în general considerată a fi băgăcioasă în ceea ce privește poziția copiilor ei în linia de succesiune, lucru care a forțat-o pe Prințesa Grace să-i ceară să părăsească țara.